# Баязитова, Аида Рустамовна
Аида Рустамовна Баязитова (29 марта 1998, Москва) — российская лыжница, призёр чемпионата России, призёр чемпионата мира среди молодёжи. Мастер спорта России.

## Биография
Воспитанница спортивной школы «Юность Москвы — Спартак», тренеры — А. С. Легков, Н. В. Легкова. На внутренних соревнованиях представляла Москву и спортивное общество ЦСКА, в начале 2020-х годов перешла в команду ХМАО.
Становилась призёром российских соревнований в младших возрастах, в том числе в 2018 году — трёхкратной чемпионкой в спринте, гонке на 5 км и скиатлоне.
Участница чемпионата мира среди юниоров (до 20 лет) 2018 года в швейцарском Гомсе, где заняла 18-е место в гонке на 5 км, 19-е — в скиатлоне и 27-е — в спринте. На чемпионате мира среди молодёжи (до 23 лет) 2019 года в Лахти стала бронзовым призёром в спринте.
На уровне чемпионата России завоевала бронзовую медаль в 2018 году в командном спринте в составе сборной Москвы. Становилась победительницей и призёром этапов Кубка России, чемпионата федерального округа.
В январе 2019 года дебютировала на Кубке мира, заняв 24-е место в спринте на этапе в Дрездене.